# 蘇加里夫西克
49°5′13″N 35°51′53″E / 49.08694°N 35.86472°E
蘇加里夫西克（烏克蘭語：Сугарівське），是烏克蘭東部的村莊，隸屬哈爾科夫州的別列斯京區。該村始建於1890年，面積0.45平方公里，海拔高度156米，2001年人口743，人口密度每平方公里1,651.1人。